# Activación del óvulo
La activación del óvulo es una serie de procesos que tienen lugar en el óvulo después de ser fecundado.
El ingreso del esperma produce la liberación de Calcio en el óvulo. En el caso de los mamíferos, se ha propuesto que esto se debe a la introducción de fosfolipasa C isoforma zeta (PLCζ) del citoplasma del esperma, aunque esto todavía debe ser demostrado en forma concluyente. La activación del óvulo comprende los siguientes eventos:
- Reacción cortical para bloquear el acceso de otras células de esperma.
- Activación del metabolismo del huevo.
- Reactivación de la meiosis
- Síntesis de ADN

## Activación del óvulo por esperma
El esperma puede producir la activación del óvulo mediante la interacción entre la proteína del esperma y el receptor en la superficie del óvulo. Es posible que un receptor por la unión del esperma que activa una kinasa tirosina que luego activa la fosfolipasa C (PLC). Según ciertos investigadores es el sistema de señales de inositol el medio por el cual se produce la activación del óvulo. Tanto el IP3 como la DAG son producidos a partir de la escisión del PIP2 por la fosfolipasa C. Sin embargo, otra hipótesis es que un 'factor de esperma' soluble se difunde desde el esperma penetrando en el citosol del óvulo luego de la fusión óvulo-esperma. El resultado de esta interacción podría activar un camino de transducción de señal que utiliza un segundo mensajero. Un isoformo de PLC, PLCζ, podría ser el equivalente al factor de esperma de los mamíferos. Un estudio reciente muestra que el esperma de los mamíferos contiene PLC zeta el cual podría dar comienzo a la cascada de señales.